# چم انجیر (خرم‌آباد)
چم انجیر روستایی از توابع بخش مرکزی شهرستان خرم‌آباد در استان لرستان ایران است.ساکنین از ایل سکوند هستند.

## جمعیت
این روستا در دهستان کرگاه غربی قرار دارد و براساس سرشماری مرکز آمار ایران در سال ۱۳۹۵، جمعیت آن ۴۶۹ نفر (۱۴۳ خانوار) بوده‌است.
فاصله روستا با شهر خرم آباد ۱۲ کیلومتر می باشد.